# Тарнов (Германия)
Та́рнов (нем. Tarnow) — община в Германии, в земле Мекленбург-Передняя Померания.
Входит в состав района Гюстров. Подчиняется управлению Бютцов Ланд. Население составляет 1204 человек (2009); в 2003 г. — 1330. Занимает площадь 40,49 км².